# Spiking (Effekt)
Als Spiking bezeichnet man einen meist unerwünschten Effekt, der während der  Einschwingphase eines Lasers auftritt. Der Laser sendet dabei eine chaotische Folge starker, kurzer Lichtpulse, so genannte Spikes, aus. Dabei baut der Laser die vorher aufgebaute Besetzungsinversion sogar soweit ab, dass sie wieder unter die Laserschwelle sinken kann. Dadurch schwankt die Intensität der Laserstrahlung im Einschwingvorgang stark und unregelmäßig.
Da diese Spikes allerdings eine sehr große Leistung besitzen, können sie z. B. beim gepulsten Laser genutzt werden.